# Crypten van de Sint-Servaasbasiliek
De crypten van de Sint-Servaasbasiliek zijn een viertal ondergrondse krochten of crypten uit de late tiende en elfde eeuw in de Sint-Servaasbasiliek in de Nederlandse stad Maastricht. De oorsprong van de oudste crypte, die van Sint-Servaas, ligt bij het vermeende graf van de heilige uit de vierde eeuw.

## Ligging
De vier crypten van de Sint-Servaasbasiliek liggen als een aaneengesloten reeks enkele meters onder de kerkvloer van het oostelijk deel van de kerk. De oostcrypte bevindt zich onder het priesterkoor en is niet verbonden met de andere crypten; een trap naast het zuidoostelijk kerkportaal is de enige toegang. De drie andere crypten zijn wel met elkaar verbonden. De vieringscrypte bevindt zich onder de verhoogd aangelegde viering of kruising van de kerk. De toegangen liggen aan weerszijden van de koortrappen. De twee kleinere crypten bevinden zich onder het oostelijk deel van het schip en zijn uitsluitend toegankelijk via de vieringscrypte. Meestal zijn ze echter afgesloten voor het publiek. De ligging van de Sint-Servaascrypte met het graf van de patroonheilige wordt in het kerkschip gemarkeerd door een bronzen vloertegel.
Onder het westwerk bevindt zich geen crypte, zoals dat het geval is in de Maastrichtse Onze-Lieve-Vrouwebasiliek en de stiftskerk van Thorn. Wel zijn hier in de negentiende eeuw twee verwarmingskelders aangelegd, maar deze hebben nooit als crypte gefungeerd. De uit de elfde eeuw daterende Dubbelkapel of Stiftskapel (tegenwoordig schatkamer) heeft weliswaar een verdiept gelegen benedenkapel, maar deze wordt evenmin beschouwd als crypte.

## Geschiedenis

### Voorgangers van de huidige crypten
Volgens de traditie is de Sint-Servaaskerk gegroeid rond het graf van de eerste bisschop van Maastricht, de heilige Servatius. Gregorius van Tours schreef eind zesde eeuw dat op het graf van de heilige een grafkapel stond, die diverse malen herbouwd werd, totdat bisschop Monulfus hier de eerste Merovingische kerk (ca. 560-675) bouwde. Bij archeologische opgravingen onder leiding van Titus Panhuysen in de jaren 1980 werden fundamenten en muurresten van een laat-antieke kapel gevonden, de cella memoriae. Een waterbassin (een doopbekken?) aan de zuidkant van dit gebouwtje kon aan de hand van muntvondsten gedateerd worden op ca. 400. In de zesde of zevende eeuw werd deze kapel verbouwd of afgebroken, waarna een grafkelder werd aangelegd. Deze eerste crypte lag aanvankelijk buiten de kerk van Monulfus, maar kwam in de loop van de zevende eeuw door de uitbreiding met een westkoor binnen de kerk te liggen. Korte tijd later werd begonnen met de bouw van de tweede Merovingische kerk (ca. 675-1000), een forse, drieschepige basilica, niet veel kleiner dan de huidige kerk, met de grafkelder als middelpunt. In de late tiende eeuw werd deze kerk tot op de fundamenten afgebroken, waarna de bouw van de vroegromaanse kerk begon.

### Bouwgeschiedenis
De oostcrypte, de kleine crypte en Sint-Servaascrypte waren onderdeel van de kerk, die in 1039 in aanwezigheid van keizer Hendrik III en twaalf bisschoppen werd gewijd. Deze kerk, waarvan nog delen van het schip, het transept en het westwerk bewaard zijn gebleven, was een echte pelgrimskerk. Bijzonder was het transept met polygonale afsluitingen, waarvan in 1981 delen werden teruggevonden onder de huidige schatkamer, aanvankelijk door Panhuysen geïnterpreteerd als een twaalfhoekige Karolingische kapel. Waarschijnlijk bevonden zich in de omgangen van de transeptafsluitingen de toegangen tot het graf van Sint-Servaas, het middelpunt van de kerk en het doel van menige bedevaart. De pelgrimsstroom daalde aan de ene kant af naar de oostcrypte, bereikte via een overwelfde gang de kleine crypte met de confessio, en verliet daarna het ondergrondse deel via de opgang in het andere transept. In de oostcrypte stond een altaar gewijd aan Sint-Petrus, een van de oorspronkelijke patroonheiligen van de kerk. Op dit altaar stond een laat-Romeinse sarcofaag (thans in de vieringscrypte), waarin zich vanaf 1039 de relieken van de heilige bisschoppen Valentinus, Candidus, Monulfus en Gondulfus bevonden. Bij de twaalfde-eeuwse verbouwing van de oostpartij van de kerk werd de oostcrypte buiten werking gesteld. Ze werd opgevuld met aarde en dichtgemetseld en pas in de tijd van de Cuypers-restauratie herontdekt.
Blijkbaar functioneerde de pelgrimsroute door de kerk niet helmaal, want enkele decennia later werden de polygonale transeptarmen vervangen door rechthoekige, wellicht al onder proost Geldulfus (ca. 1039-1050). Waarschijnlijk werd tijdens de bouwcampagne van zijn opvolger, proost Humbertus (ca. 1050-1086), de relatief smalle gang tussen de oostcrypte en de kleine crypte vervangen door de veel ruimere vieringscrypte. Deze bleef tot de sloop in 1811 min of meer ongewijzigd, met uitzondering van de trappartijen, die door de bouw van het gotisch doksaal aan het eind van de dertiende eeuw moesten worden verlegd. Vrijwel de enige bron over het uiterlijk van de oude vieringscrypte is de beschrijving en tekening van de jurist en amateurhistoricus Martinus van Heylerhoff (1776-1854), die in 1811-1812 de afbraak van nabij meemaakte en er verslag van deed.
Het graf van Sint-Servaas speelde vanouds een belangrijke rol in de liturgie. Op Goede Vrijdag daalde de deken van het kapittel af naar het graf van de heilige (symbool voor het graf van Christus) en legde daar een in een doek gewikkeld corpus van een crucifix te ruste. In de Paasnacht trok het complete kapittel in processie naar de crypte, waar de deken het corpus ophaalde, dat vervolgens op het priesterkoor werd geplaatst. Enkele uren later daalde men opnieuw af naar het graf om vast te stellen dat Christus verrezen was, waarna de hoogmis begon. Tijdens deze mis verliet het college van kanunniken het koor en voerde een paasspel op bij de cenotaaf van Monulfus en Gondulfus midden in de kerk. Tijdens belegeringen, zoals in 1632, werd de Noodkist met de relieken van Sint-Servaas, die normaliter op het hoogaltaar stond uitgestald, overgebracht naar de crypte, waar dan ook de getijdengebeden plaatsvonden.

### Sloop en herstel vieringscrypte; herontdekking oostcrypte
Na de opheffing van het Sint-Servaaskapittel en een korte periode van secularisatie, werd de kerk in 1804 opnieuw in gebruik genomen, niet meer als kapittelkerk maar als parochiekerk. Een van de eerste acties van het nieuwe parochiebestuur was de sloop van de vieringscrypte en de daarmee verband houdende verlaging van de viering, waarmee men hoopte het zicht op het priesterkoor te verbeteren. De eeuwenoude gewelven van de crypte werden ingeslagen, de romaanse kapitelen verdwenen (wellicht op een na - zie hieronder) en de zuilen werden ingekort tot onder het niveau van de nieuwe kerkvloer.
In 1881 werden de vieringscrypte, de kleine crypte en de Sint-Servaascrypte herbouwd naar een ontwerp van Pierre Cuypers, gebaseerd op opmetingen van Van Heylerhoff. In 1884, tijdens de feestelijkheden ter gelegenheid van het vijftienhonderdste sterftejaar van Sint-Servaas, werd de vieringscrypte ingewijd, waarbij een loden kistje met relieken in het nieuwe cryptealtaar werd geplaatst. Cuypers liet tevens de Sint-Servaascrypte herinrichten. De aanwezige sarcofagen werden vervangen door een neoromaanse en op de achterwand en de zijwanden van de crypte werden wandschilderingen en teksten aangebracht.
Tijdens diezelfde restauratiecampagne werd in 1881, na zeven eeuwen, de oostcrypte teruggevonden, uitgegraven en hersteld. Cuypers' datering in de zesde eeuw (zie plattegrond hierboven) is inmiddels achterhaald. De ontdekking in 1969-70 van twee steunberen ten oosten van de apsis (eigenlijk onder het Vrijthof), leverde het bewijs dat de crypte uit de late tiende of vroege elfde eeuw stamde. De ruimte, ook wel crypte van Monulfus en Gondulfus genoemd, had echter geen duidelijke functie. Een eeuw later, tijdens de restauratie van de jaren 1980, werd de zuidelijke trap in ere hersteld. Daarvoor kon de oostcrypte slechts betreden worden via een opening in de oostelijke muur van de vieringscrypte, via een stijl ijzeren trapje naar beneden. Bij die gelegenheid werd de lemen vloer betegeld met plavuizen afkomstig uit de kerk en werd de crypte ingericht als lapidarium.

## Beschrijving

### Oostcrypte
De oostelijke crypte behoort tot de oudste delen van de romaanse kerk, waarschijnlijk rond het jaar 1000 gebouwd. Vanwege de twaalfde-eeuwse funderingen van de apsis is de crypte twee traveeën korter dan oorspronkelijk. De rechthoekige ruimte meet 10,8 x 10,4 m. Het grotendeels negentiende-eeuwse graatgewelf rust op twaalf muurpijlers en vier vrijstaande, vierkanten pijlers, waartussen zich negen even grote gewelfvlakken bevinden. De vloer van natuurstenen plavuizen ligt 185 cm lager dan die in de aangrenzende vieringscrypte. De oostelijke wand is onbepleisterd; de andere wanden zijn bepleisterd met in de middentravee van de westelijke wand een rondbogig spaarveld. De toegang is via een negentiende-eeuwse stenen trap aan de zuidzijde van het koor, op dezelfde plaats als een van de oorspronkelijke toegangen. De voormalige toegang aan de noordzijde en de negentiende-eeuwse doorgang naar de vieringscrypte zijn tegenwoordig dichtgemetseld; eerstgenoemde is herkenbaar aan de diepe nis in de noordwand.
Sinds 1992 fungeert de oostcrypte als lapidarium ("stenenverzameling") van de Sint-Servaasbasiliek. Daartoe is de ruimte ingericht met een aantal stellages waarop archeologische vondsten zijn tentoongesteld, waarvoor in de schatkamer geen plaats is. Centraal in de ruimte staat de elfde-eeuwse cenotaaf van Monulfus en Gondulfus op een neoromaans altaar. In de noordoostelijk hoek van de crypte zijn aan de muur een fragment van een marmeren Romeinse sarcofaag en vier vroegchristelijke grafstenen uit de vijfde en zesde eeuw bevestigd. Ernaast staan vijf Frankische sarcofagen uit de zevende, achtste en negende eeuw opgesteld, en een Karolingisch sarcofaagdeksel met inscriptie. Andere bijzondere vondsten zijn een achtste-eeuws reliëf met de kindermoord te Bethlehem en de vlucht naar Egypte, twee romaanse kapitelen, die als voorbeeld gediend hebben voor de kapitelen in de vieringscrypte, en een vijfentwintigtal gebeeldhouwde fragmenten van het gotisch doksaal. Informatiepanelen geven uitleg over de tentoongestelde objecten en over de bouwgeschiedenis van de kerk.

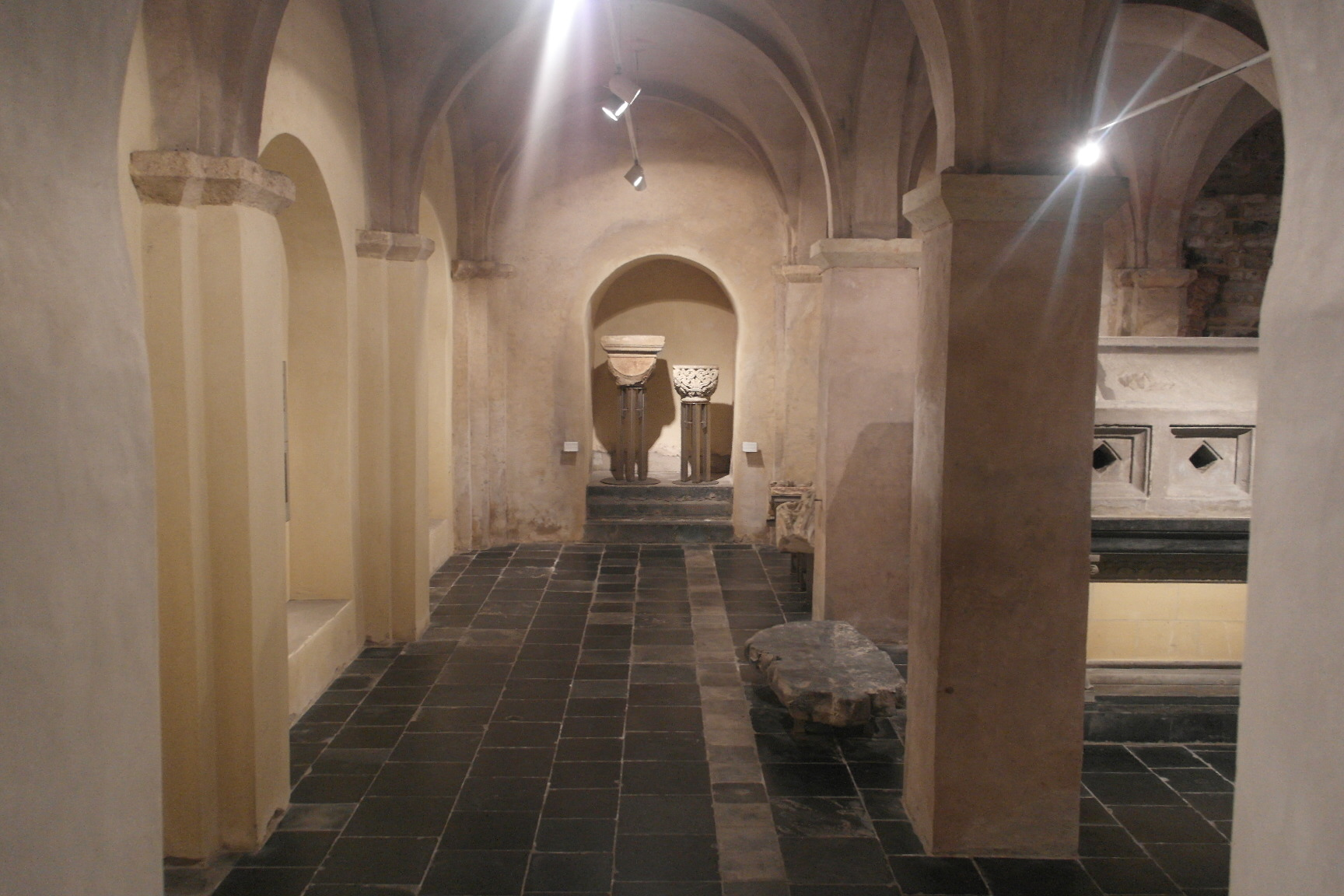
Westzijde van de crypte
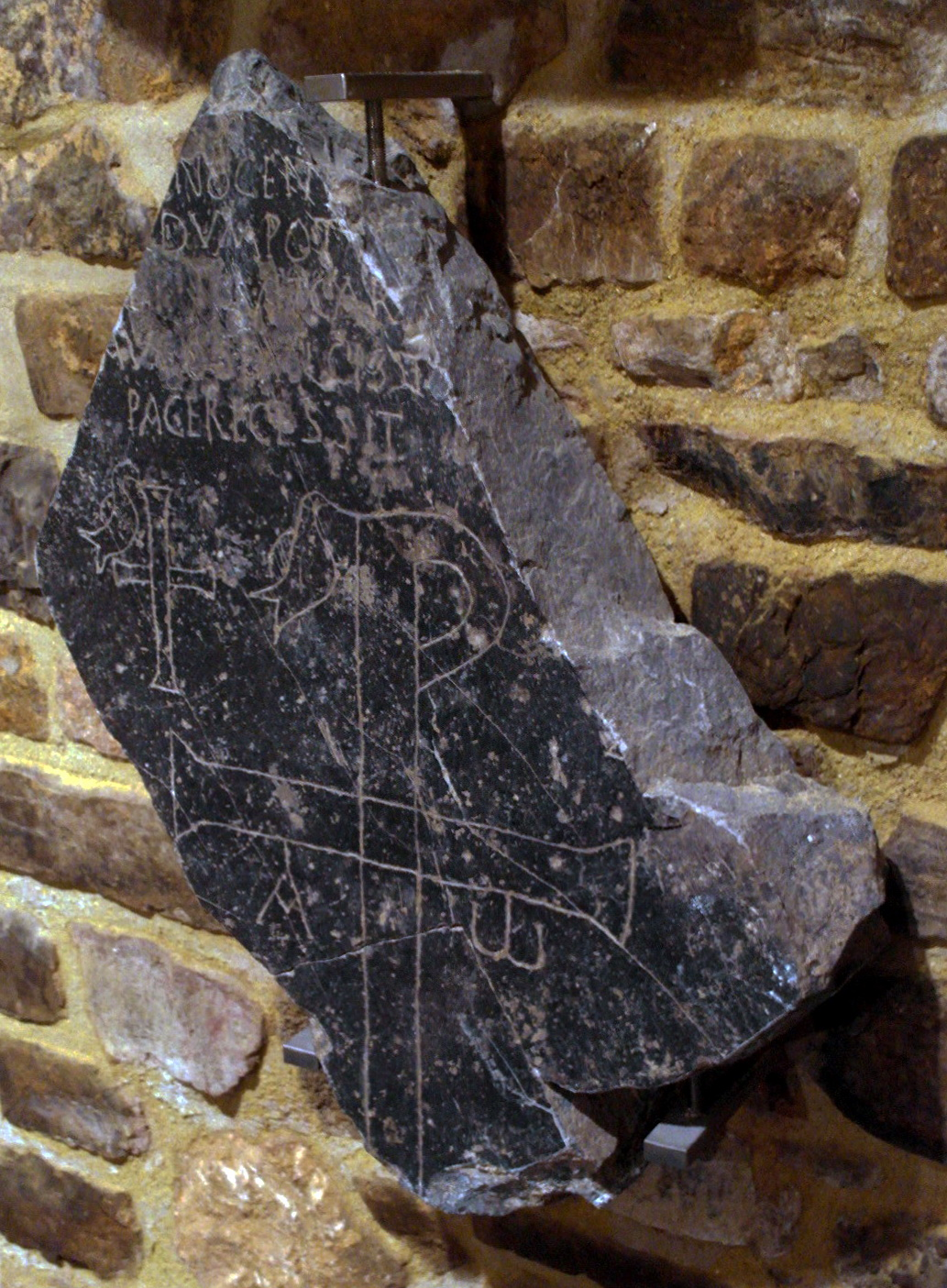
Vroegchristelijke grafsteen
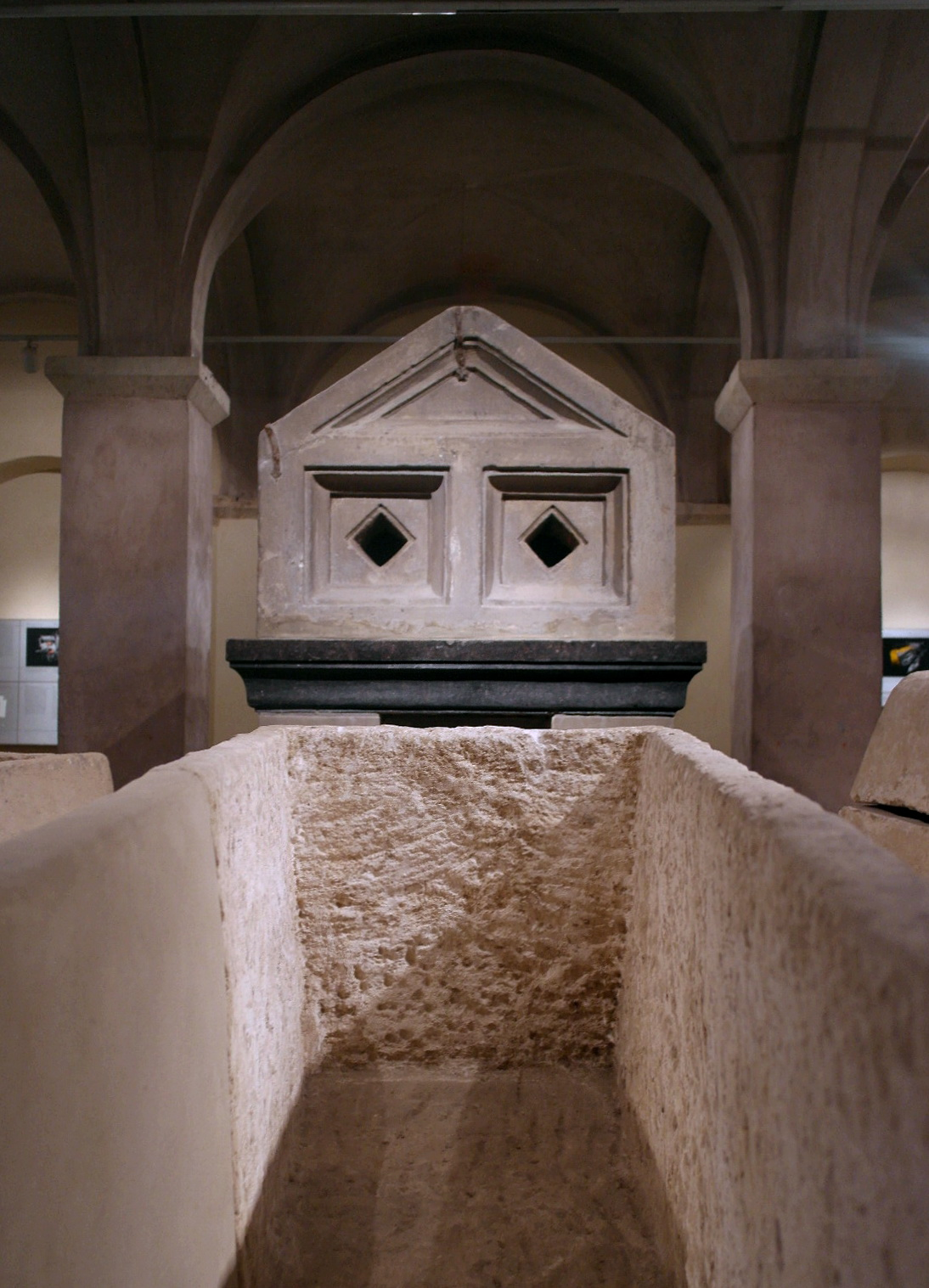
Merovingische sarcofaag en cenotaaf van Monulfus
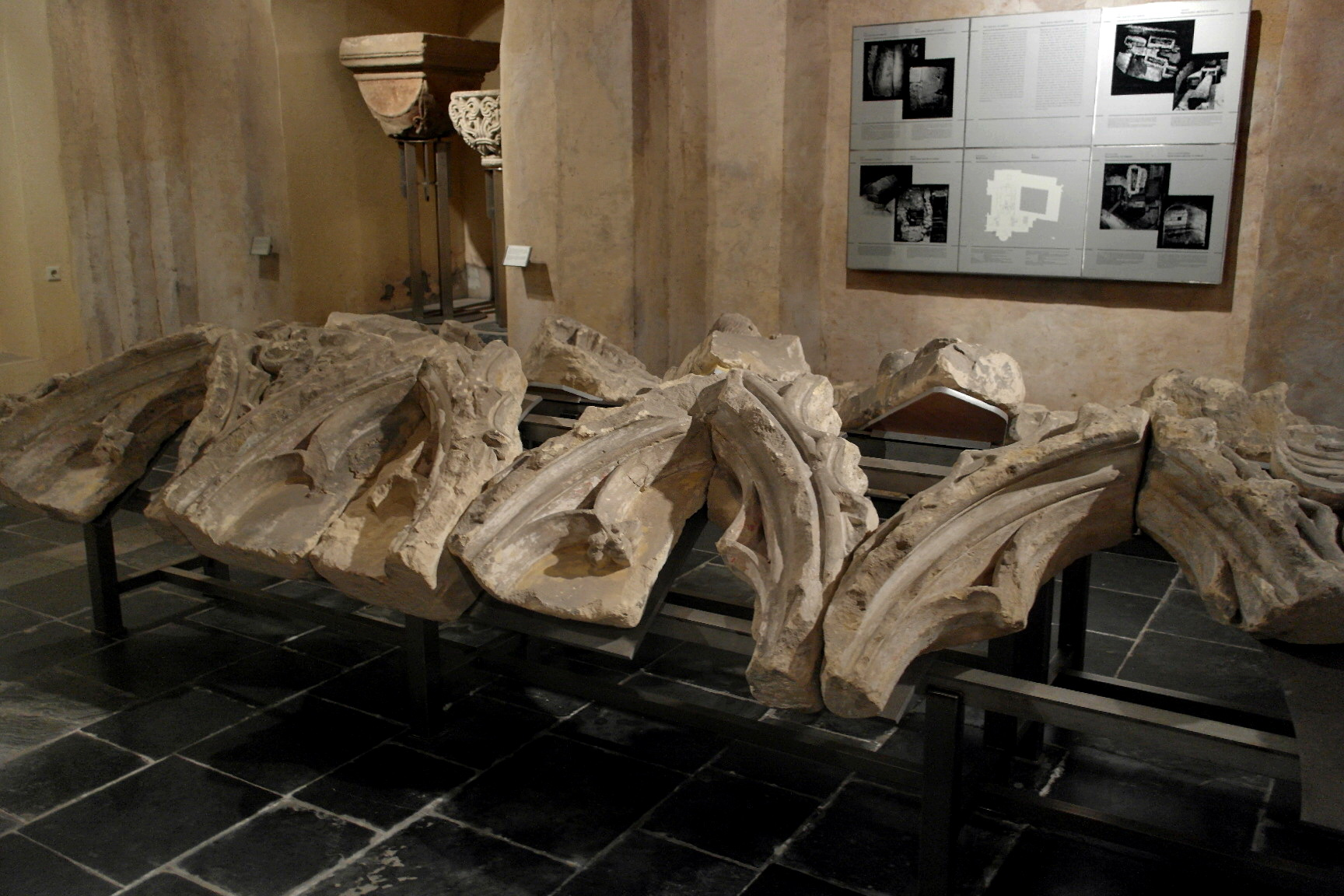
Gotisch doksaal en informatiepaneel

### Vieringscrypte
De vierings- of kruisingscrypte is iets groter dan de oostcrypte: 12 x 10,5 m. Ze is in de kerk duidelijk zichtbaar doordat de kerkvloer hier ruim anderhalve meter hoger ligt. In de hogere delen van de noord- en zuidwand zijn aan elke zijde vier rondboogvensters aangebracht, waardoor men vanuit de kerk in de crypte kan kijken. De toegang wordt gevormd door twee steektrappen met kwartdraaien naast de noordwestelijke en zuidwestelijke pijlers van de viering. Het door Cuypers herbouwde kruisribgewelf wordt gedragen door zes zuilen op originele basementen en met nieuwe, gebeeldhouwde kapitelen, waarvan er één een kopie is van een teerlingkapiteel met fleur-de-lismotief, dat zich in de collectie van het Limburgs Geschied- en Oudheidkundig Genootschap bevond, en waarvan Victor de Stuers meende dat het uit de oude crypte afkomstig moest zijn. De andere vijf kapitelen werden gekopieerd naar bladwerkkapitelen, die oorspronkelijk deel uitmaakten van een in de vijftiende eeuw afgebroken arcade in de keizerzaal in het westwerk. In de oostwand bevinden zich drie rondboognissen, waarvan de middelste vrij diep is. Hierin is op een altaar een laat-Romeinse sarcofaag geplaatst, waarin zich oorspronkelijk de relieken van vijf Maastrichtse bisschoppen bevonden. De sarcofaag is waarschijnlijk in de 17e eeuw beschilderd (zie: cenotaaf van Monulfus en Gondulfus). In de belendende nissen is het gebeente herbegraven van mensen die ooit in de kerk begraven zijn.

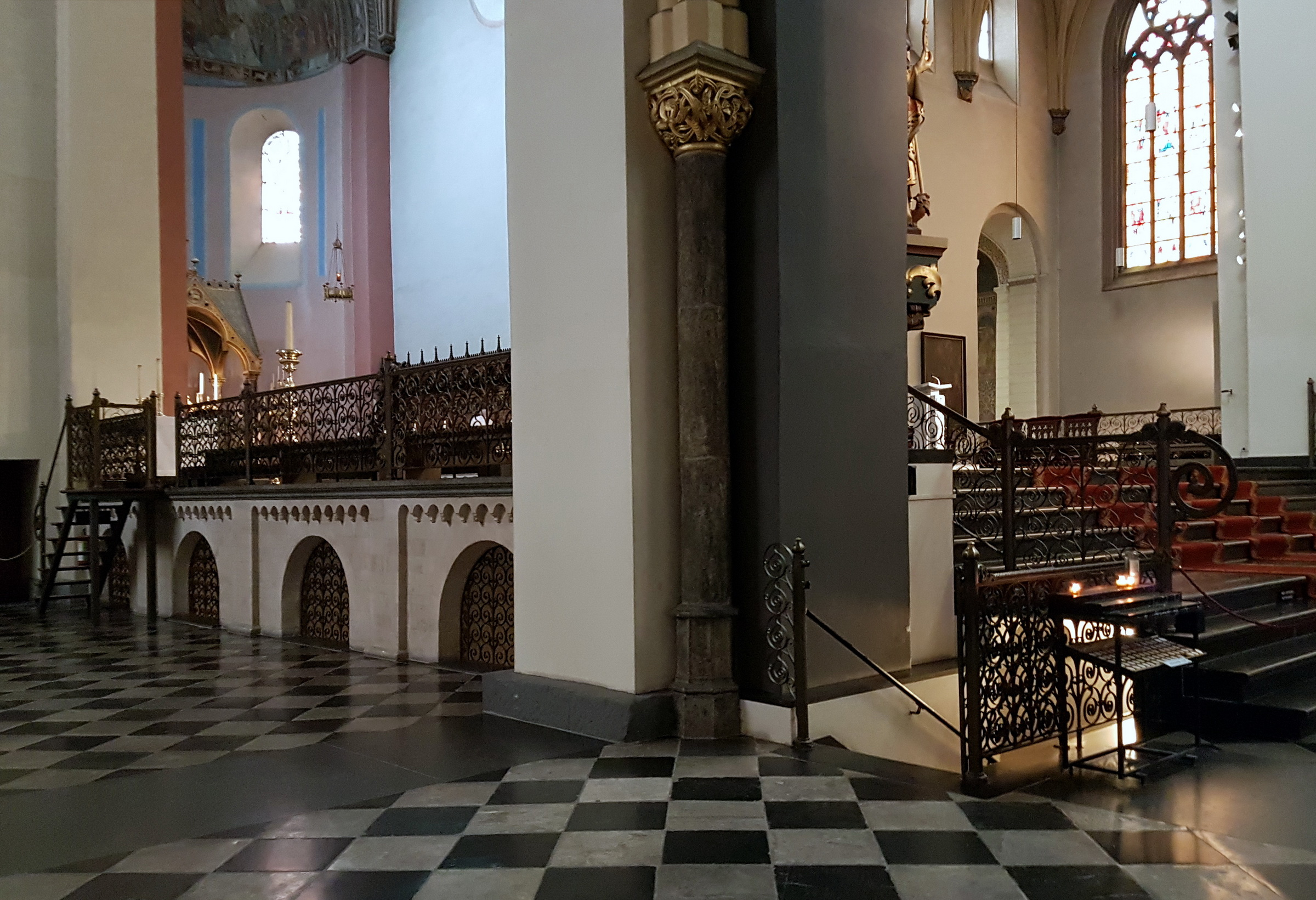
De vieringscrypte (links) en entree (rechts) in de kerk
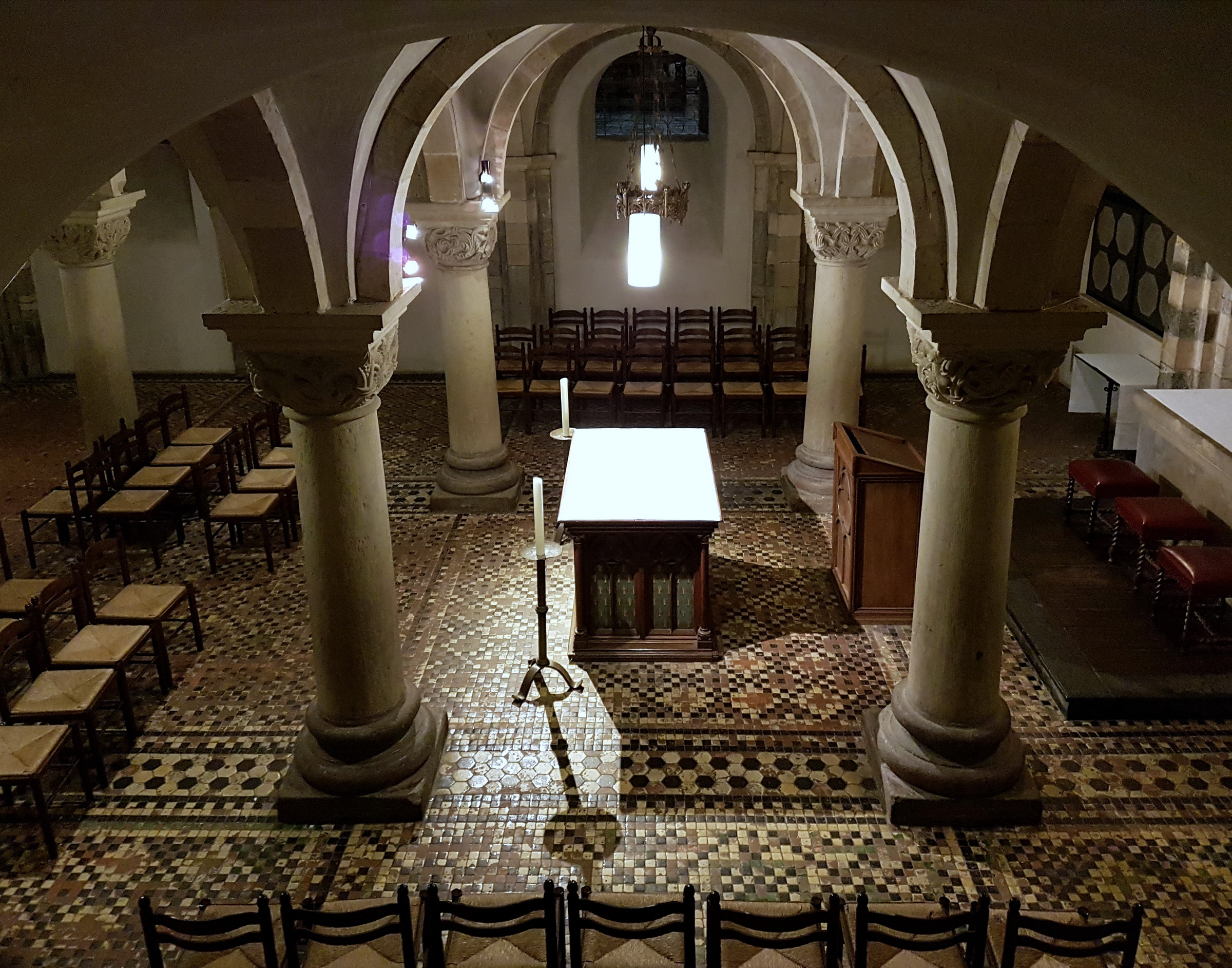
Zicht op de crypte vanuit de kerk
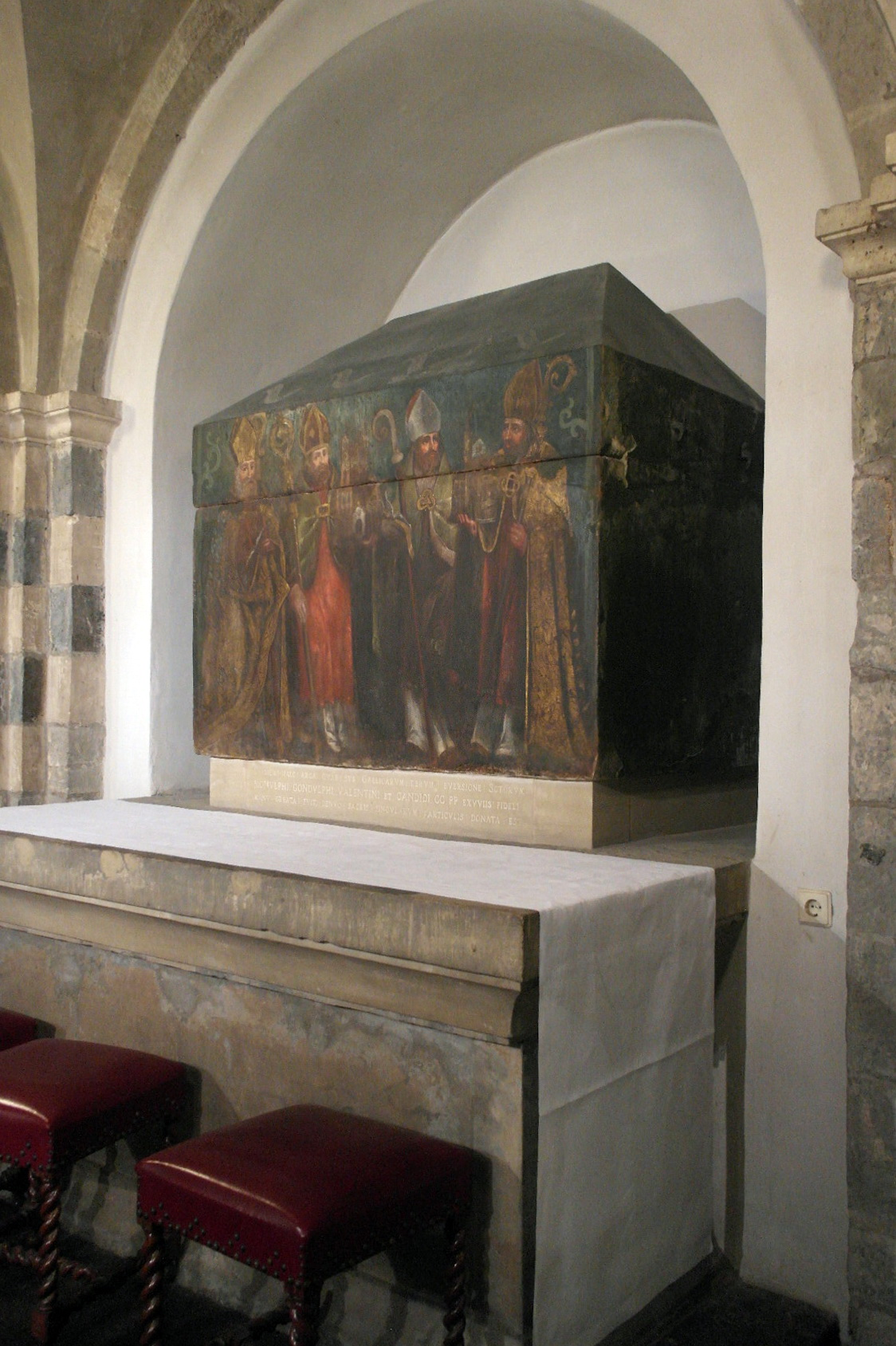
Altaar met beschilderde laat-Romeinse sarcofaag
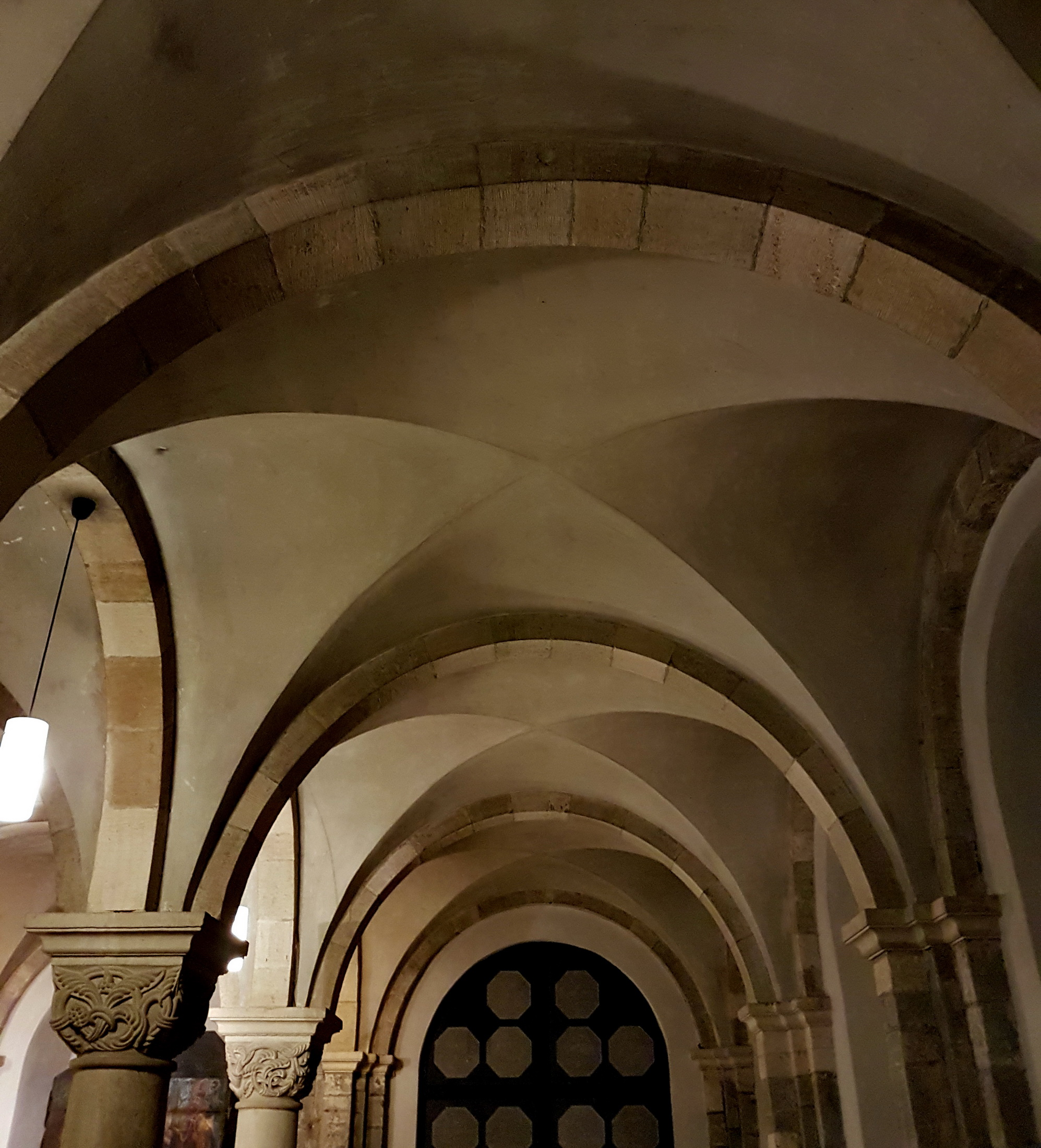
Gewelf met neoromaanse kapitelen

### Kleine crypte
De kleine crypte en de Sint-Servaascrypte zijn twee vrij kleine ruimtes uit de late tiende of vroege elfde eeuw. De toegang tot de kleine crypte vanuit de vieringscrypte wordt gevormd door een monoliete steen, waarin een deuropening is gekapt. Door de voetstappen van vele duizenden pelgrims gedurende meer dan duizend jaar is de dorpel geheel uitgesleten, zodat de onderkant van de deuropening bijna net zo rondbogig is als de bovenkant. De afmetingen van de kleine crypte bedragen circa 5,3 x 2,8 x 2,3-2,6 m (l x b x h). Waarschijnlijk is de crypte een restant van de gewelfde gang tussen de oostcrypte en het graf van de heilige uit de tijd vóór de aanleg van de vieringscrypte. Het tongewelf is tijdens de Cuypers-restauratie herbouwd. Halverwege versmalt het gewelf zich enigszins.
In de crypte bevindt zich het graf van Karel van Neder-Lotharingen (953-992) uit 1001 (volgens het chronogram in het opschrift). Dat opschrift dateert uit de 19e eeuw, maar is gebaseerd op een ouder, door de bollandisten in 1666 gevonden tekst op een loden plaat. De authenticiteit van het graf van de Franse troonpretendent is vaak betwijfeld, maar werd in 1988 bevestigd door de tekst op het toen gevonden grafkruis van proost Humbertus uit de 11e eeuw. De sarcofaag (of cenotaaf) bestaat uit gemetselde blokken natuursteen, gedekt door één grote plaat. Ten westen ervan bevindt zich een altaar, vanouds gewijd aan Sint-Gertrudis, waarvan slechts het onderstuk oud is.

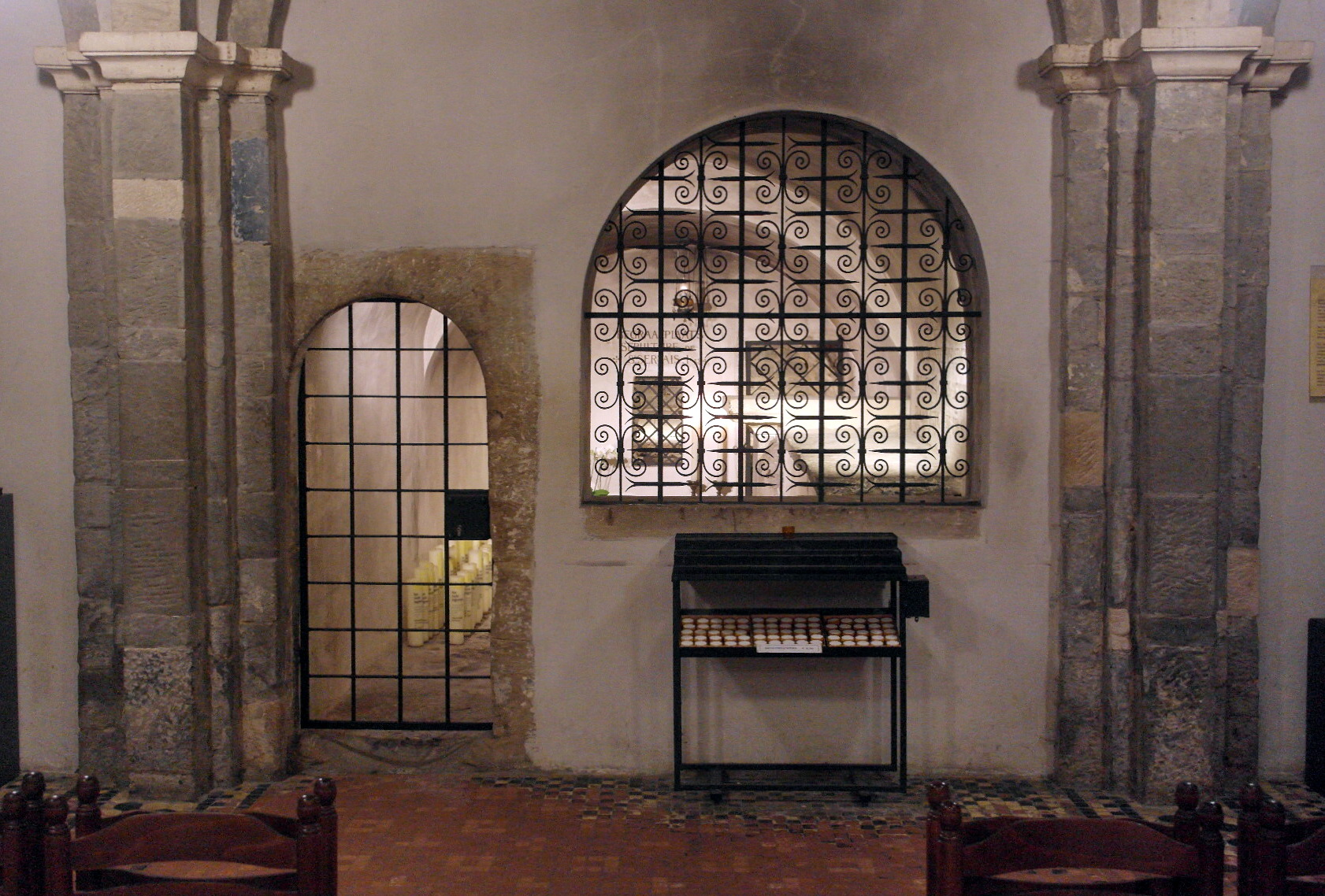
Scheidingsmuur tussen vieringscrypte en kleine crypte
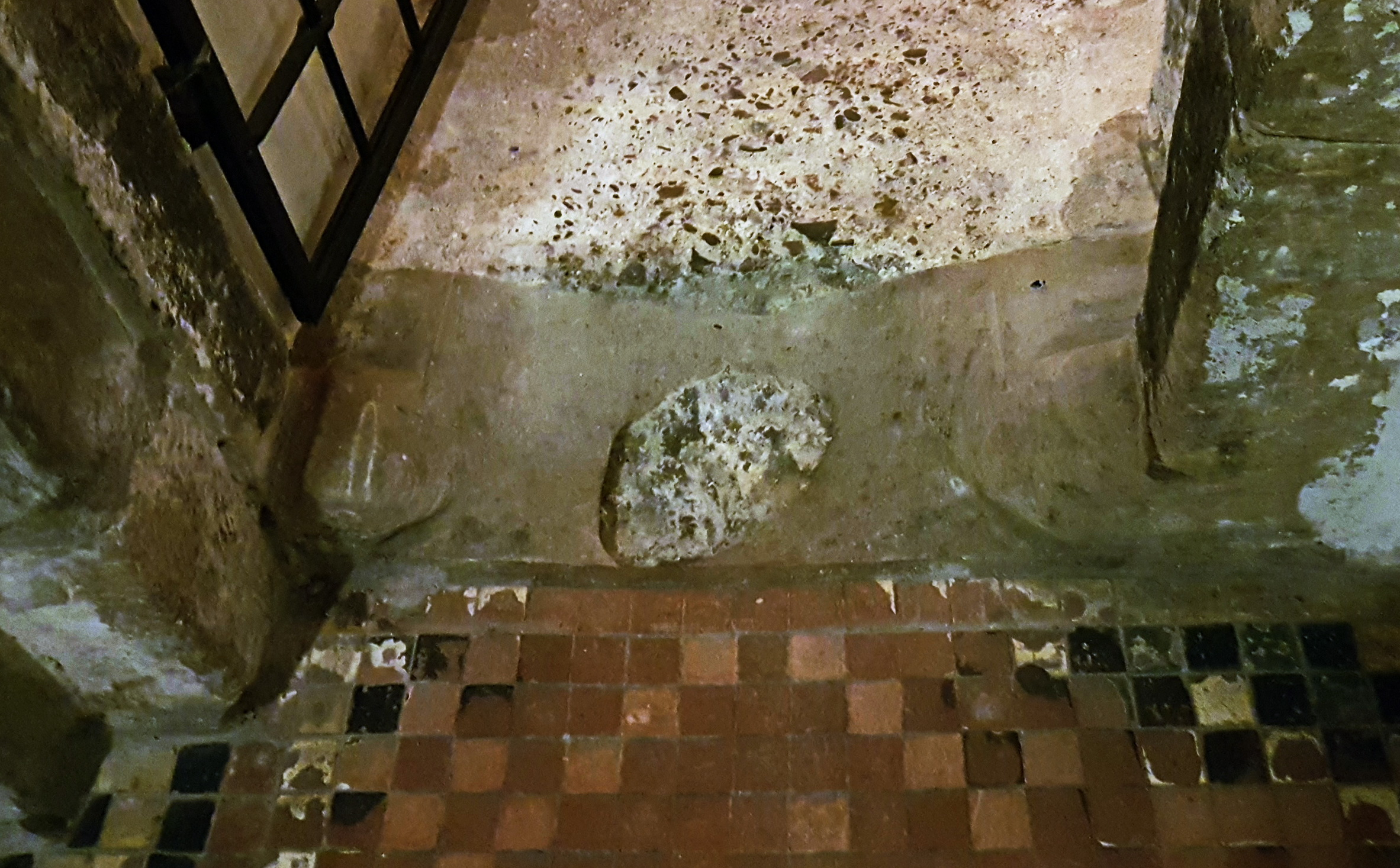
Uitgesleten deurdorpel
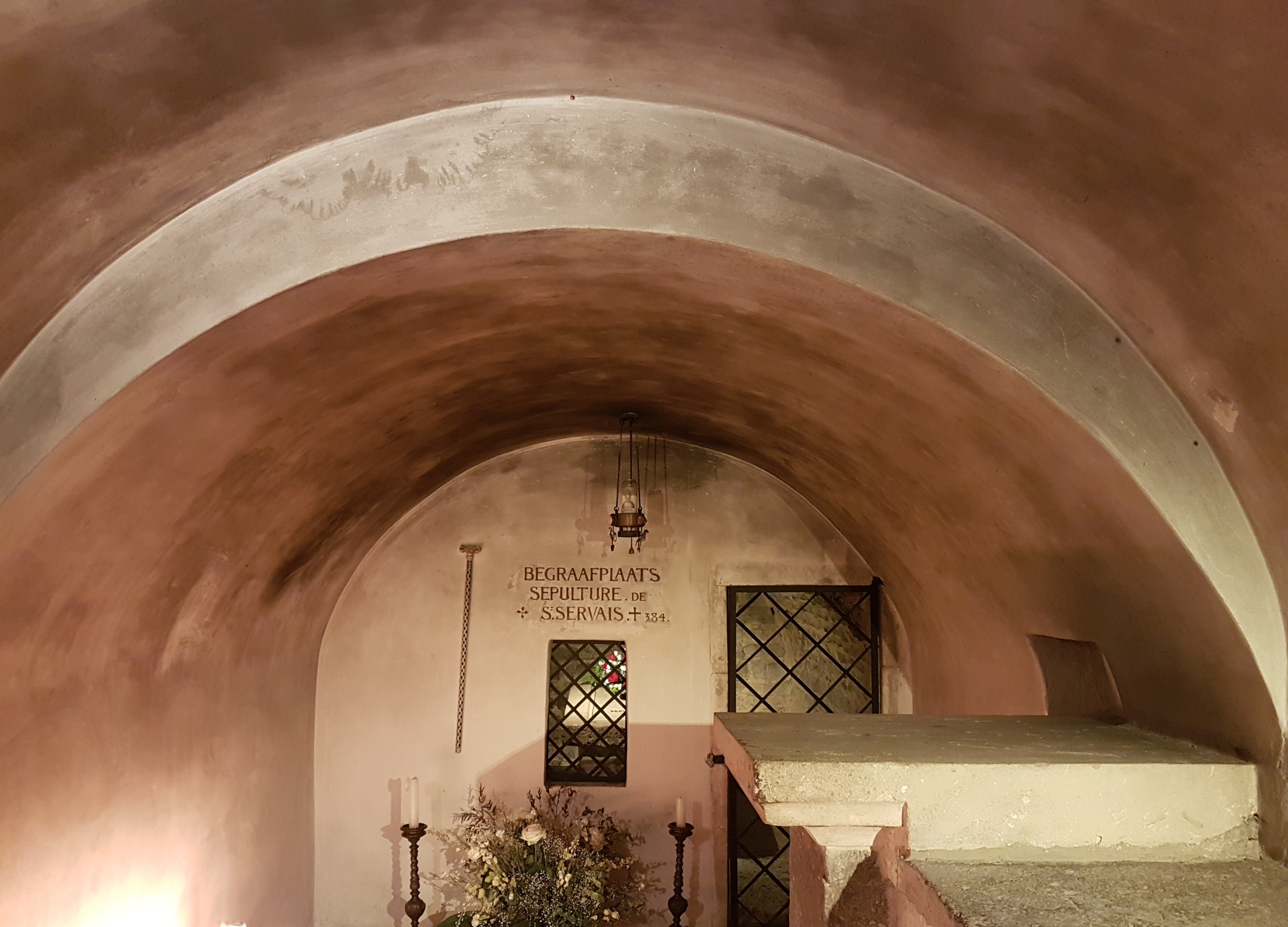
Tongewelf met hoogteverschil
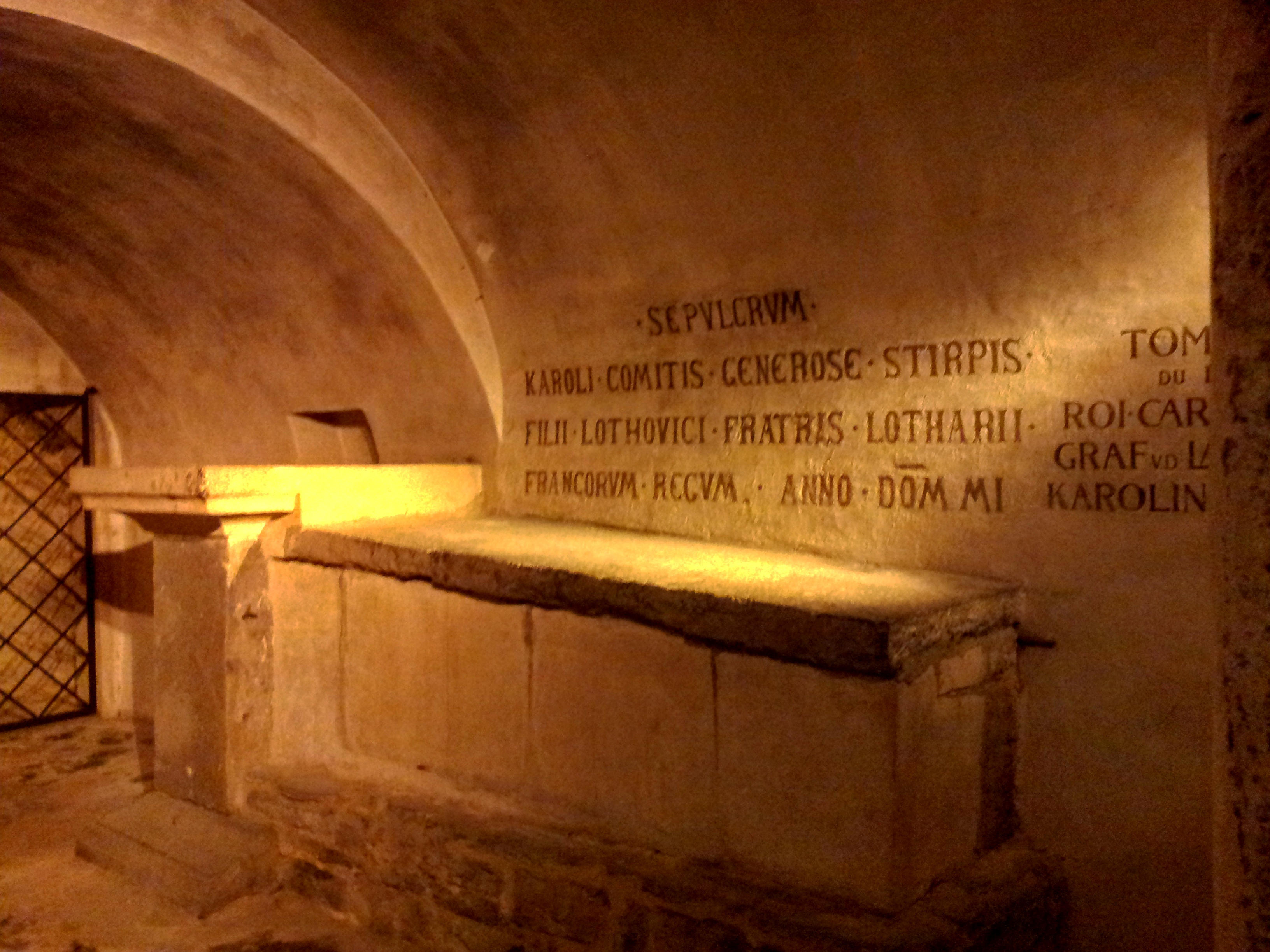
Graf van Karel van Neder-Lotharingen en inscriptie

### Sint-Servaascrypte
De confessio met het graf van Sint-Servatius bevindt zich gedeeltelijk boven op de restanten van de laat-antieke cella memoriae (iets verder naar het oosten). De ruimte meet 3,2 x 2,8 x 2,1 m; het tongewelf is hier iets lager dan in de kleine crypte. Tussen de kleine crypte en de Sint-Servaascrypte bevindt zich een muur met oorspronkelijk alleen een vensteropening. De deuropening is volgens Timmers later aangebracht. Beide zijn voorzien van traliewerk. Links van het venster is een kopie van de pelgrimsstaf van Sint-Servaas tegen de wand aangebracht. Aan het plafond hangt een moderne luchter met een Sint-Servaaskaars. De door Cuypers geplaatste neoromaanse muurschildering, alsmede de sarcofaag met Latijnse inscriptie en Christusmonogram, zijn in de loop van de 20e eeuw verwijderd, waarschijnlijk in 1962. Onbekend is waar de huidige, Frankische sarcofaag met niet-passend deksel vandaan komt. Gezien de datering, is het onwaarschijnlijk dat Sint-Servaas in deze sarcofaag begraven werd. Wel hebben opgravingen uit de jaren 1980 aannemelijk gemaakt dat het oorspronkelijke graf zich op deze plek, of vlakbij, bevond. Deze plek is in het middenpad van het kerkschip gemarkeerd door een bronzen tegel.

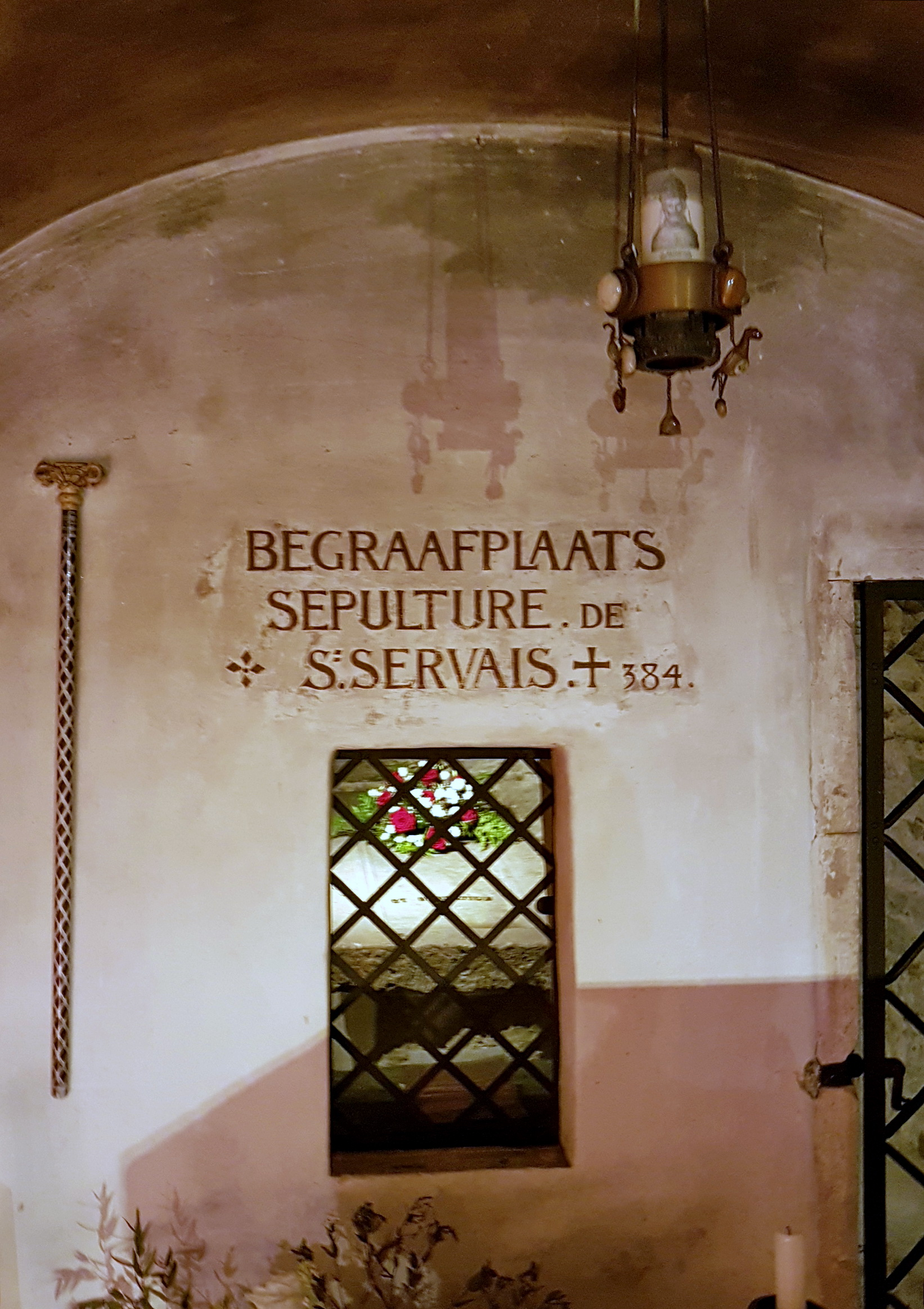
Scheidingsmuur kleine crypte en Sint-Servaascrypte
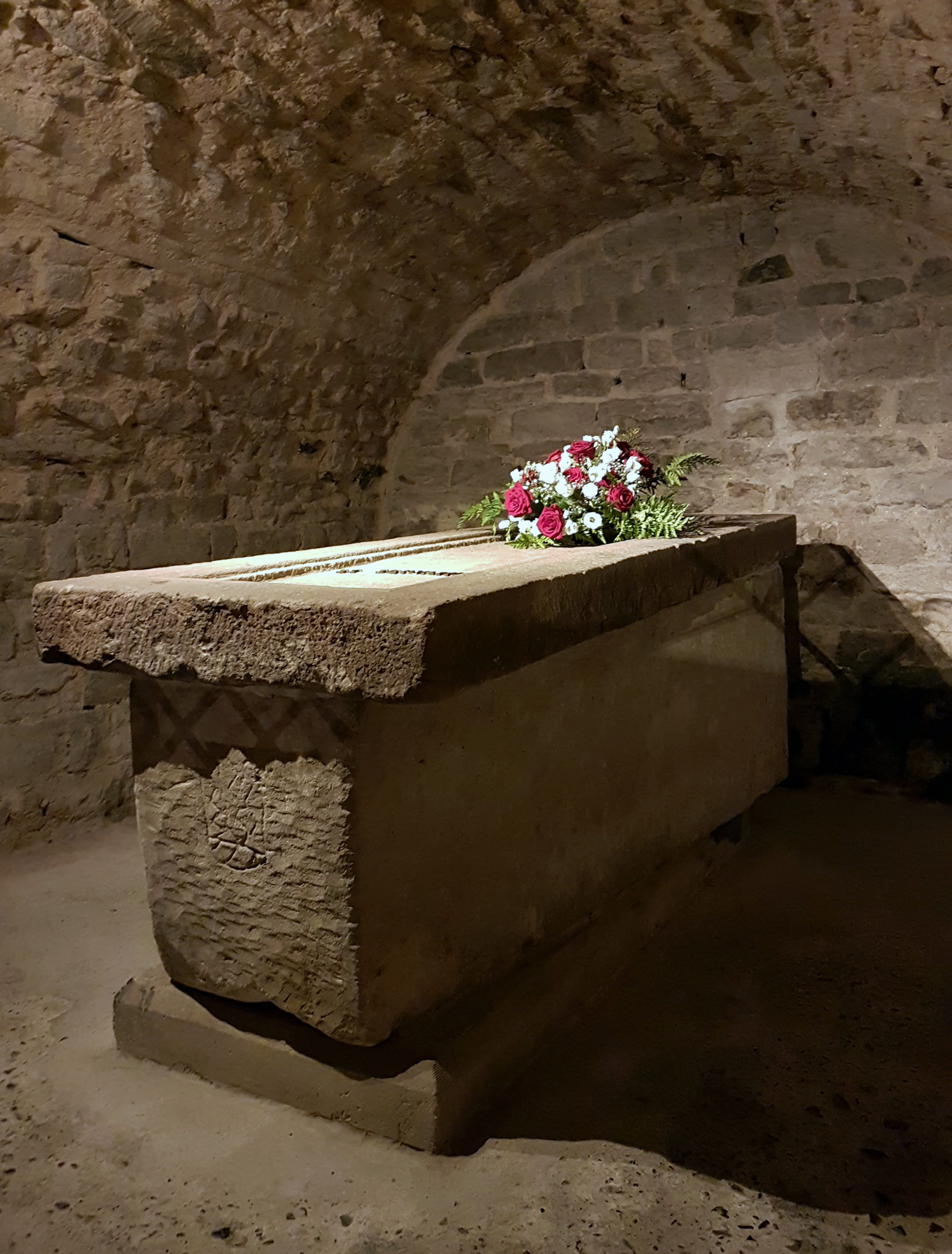
Crypte met tongewelf en Frankische sarcofaag
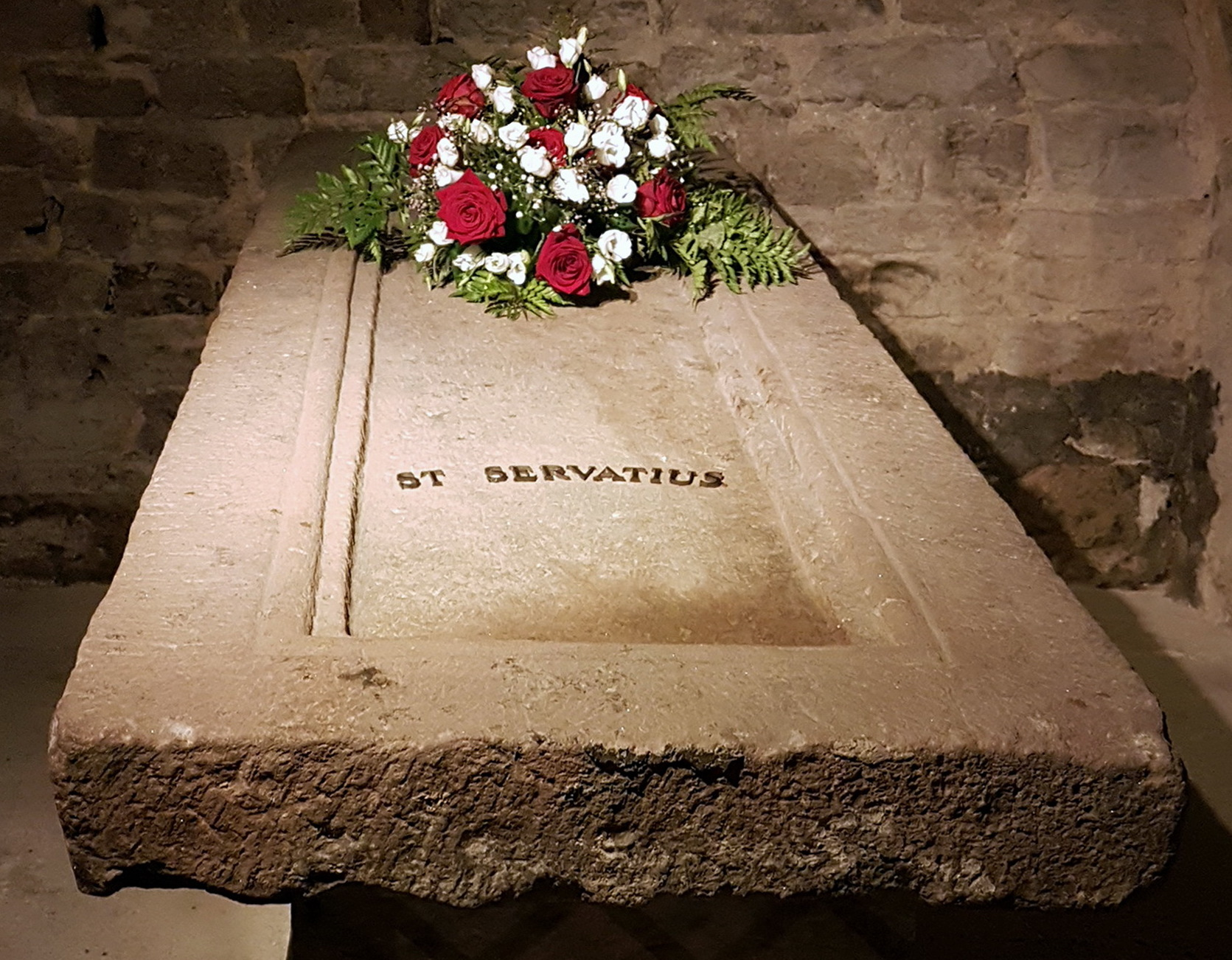
Sarcofaagdeksel
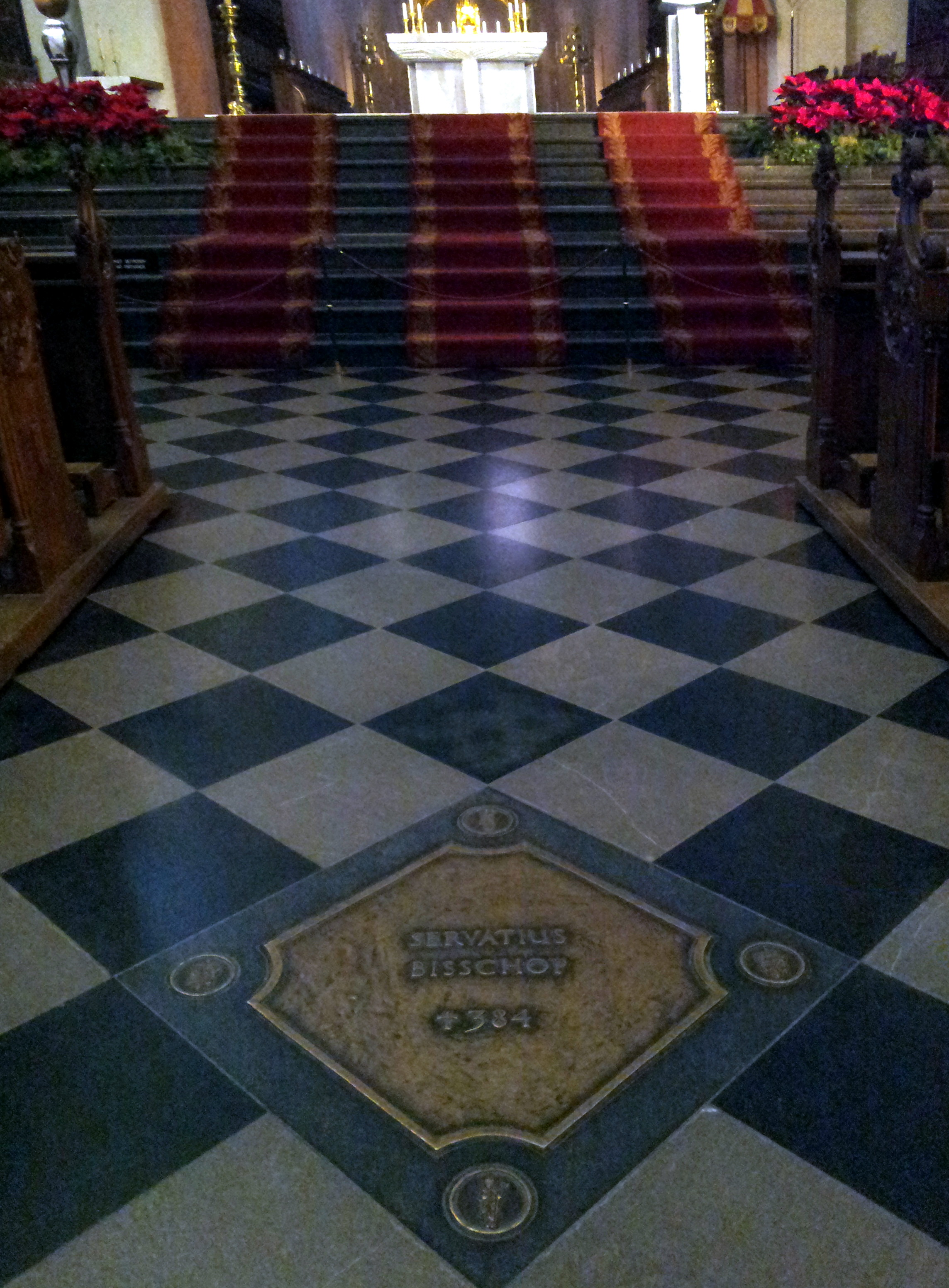
Markering graf van Sint-Servaas in de kerk